# Mv (Unix)
mv pozwala przenosić pliki lub katalogi do innego miejsca niż aktualne. Używając mv do przeniesienia katalogu wraz z podkatalogami nie trzeba dodawać (opcji -R), gdyż przenosząc główny katalog, przenosimy całość w inne miejsca, łącznie z podkatalogami. Dzięki mv można również łatwo zmienić nazwę pliku.

## Przykłady użycia
Przeniesienie katalogu /home/user do /tmp:
```
mv
 
/home/user
 
/tmp

```

Zmiana nazwy pliku plik1 na plik2:
```
mv
 
plik1
 
plik2

```